# Mihail Orzeață
Mihail Orzeață (n. 20 noiembrie 1951, comuna Roseți, județul Călărași) (d.08 August  2025 București este un general român de aviație (cu 4 stele), care a îndeplinit funcția de locțiitor al șefului Statului Major General (2007-2008).

## Autobiografie
Mihail Orzeață s-a născut la data de 20 noiembrie 1951, în comuna Roseți (județul Călărași). A absolvit cursurile Școlii militare de ofițeri de aviație, specialitatea aviație (1973), cursul de trecere pe avionul supersonic (1974) și cursul de perfecționare a navigatorilor de sol (1978).
A fost repartizat, după absolvirea Școlii de ofițeri, ca pilot la Escadrila 1 din Regimentul 49 aviație vânătoare-bombardament (1974-1975), apoi la Escadrila 1 din Regimentul 57 aviație de vânătoare (1975-1977). Devine apoi navigator cu dirijarea la PD Sulina, Regimentul 57 aviație de vânătoare (1977-1979).
Timp de doi ani (1979-1981) urmează cursurile Secției de aviație și apărare antiaeriană din cadrul Academiei Militare din București, după care devine cadru didactic în această instituție de învățământ militar superior, fiind încadrat succesiv asistent (1981-1982), lector (1982-1987) și conferențiar (1987-1990) la Catedra de tactica aviației. În paralel, urmează cursul de perfecționare a cadrelor nou numite în funcții didactice din învățământul militar superior (1981-1982) și cursul postacademic de analiști de stat major pentru aviație (1984-1985). În anul 1990, a obținut titlul științific de doctor în științe militare.
După Revoluția din decembrie 1989, Mihail Orzeață îndeplinește funcții importante în cadrul Comandamentului Aviației Militare: șef al Biroului pregătire de luptă (1990-1991), șef de stat major al Diviziei 59 aviație (1991-1995) și apoi șef de stat major al Corpului 2 aviație și apărare antiaeriană din cadrul Statului Major al Aviației și Apărării Antiaeriene (1995-1997).
Și-a desăvârșit pregătirea militară urmând cursuri atât în țară, cât și în străinătate: curs de mobilizare (1992), Colegiul Superior de Stat Major (1995), Colegiul de Război al Forțelor Aeriene ale SUA (1997-1998), Cursul internațional superior de management al resurselor de apărare, Monterey, SUA (2002), Colegiul de management al resurselor de apărare și educațional (2003-2004).
Este transferat apoi în Statul Major General, unde activează ca șef al Secției aviație și apărare antiaeriană (1997), locțiitor al comandantului Aviației Militare (1997-1998), șef al Secției aviație și apărare antiaeriană din cadrul Direcției Doctrină și Instrucție (1998-1999), apoi locțiitor al șefului Direcției Planificare Strategică și Control Armamente (1999).
Mihail Orzeață revine apoi în cadrul Statului Major al Forțelor Aeriene pe următoarele funcții: comandant al Punctului de comandă principal (1999-2000), locțiitor al comandantului Comandamentului operațional aerian principal (2000-2001), locțiitor al șefului Statului Major al Forțelor Aeriene (2001-2002 și 2005-2006). A fost înaintat la gradul de general de flotilă aeriană (cu o stea) la 29 noiembrie 2001.
După ce, în perioada 2002-2004, a fost director adjunct al Statului Major General, este promovat apoi ca director al acestei structuri (2004-2005, noiembrie 2006 - decembrie 2007). Mihail Orzeață a fost înaintat la gradul de general-maior (cu 2 stele) la data de 15 noiembrie 2003  și apoi la cel de general-locotenent (cu 3 stele) la 23 decembrie 2006 .
La data de 12 decembrie 2007, generalul-locotenent de aviație Mihail Orzeață a fost numit în funcția de locțiitor al șefului Statului Major General (cu rang de secretar de stat).
Printr-un decret prezidențial semnat la data de 18 noiembrie 2008, Mihail Orzeață a fost înaintat în gradul de general – cu patru stele și trecut în rezervă .

## Lucrări publicate
- Statul Major General, 1859–2004. Istorie și transformare (Centrul Tehnic-Editorial al Armatei, București, 2004) - coordonator

## Distincții primite
Generalul Mihail Orzeață a primit pentru rezultatele obținute în activitatea militară următoarele distincții:
- Ordinul Național „Pentru Merit” în grad de cavaler (2000)
- Emblema de Onoare a Armatei României (25 octombrie 2007).

Generalul Mihail Orzeață este căsătorit și are un fiu. El vorbește fluent engleza și franceza.